# تیم ملی بسکتبال مردان لسوتو
تیم ملی بسکتبال لسوتو نمایندهٔ کشور لسوتو در رقابت‌های بین‌المللی بسکتبال است. این تیم زیر نظر فدراسیون بسکتبال لسوتو فعالیت می‌کند و از سال ۱۹۹۷ عضو فدراسیون بین‌المللی بسکتبال (فیبا) شده است.
لسوتو در حال حاضر در سطح رقابت‌های قاره‌ای مانند قهرمانی آفریقا حضور دارد، ولی تاکنون موفق به راهیابی به بازی‌های المپیک یا جام جهانی بسکتبال نشده است.